# FP9型柴油机车
FP9型柴油机车是美国通用汽车电气动力分部（GM-EMD）在1954年推出的一款干线客货运通用柴油机车。1954年2月至1959年12月期间，通用汽车公司共生产了90台FP9型柴油机车，其中36台是由位于美国伊利诺伊州拉格兰奇的通用汽车电气动力分部生产，而其余54台则由位于加拿大安大略省伦敦的通用汽车柴油（GMD）生产。FP9型柴油机车在美国国内的用户只有芝加哥和西北铁路，海外用户则包括墨西哥国家铁路、加拿大国家铁路、加拿大太平洋铁路和沙特政府铁路。
FP9型柴油机车与FP7型柴油机车的总体结构基本相同，实际上相当于延长了车体并设置了蒸汽锅炉的F9型柴油机车。FP9型柴油机车全部都是属于设有司机室的A节机车，可以搭配F9型柴油机车的B节机车重联运行，因此没有专门为此生产不带司机室的B节机车。FP9型柴油机车同样采用“斗牛犬”外形的整体承载结构棚式车体，但车体长度比F9型柴油机车延长了约4英尺，车内装有一台维帕-克莱森式蒸汽锅炉，蒸汽发生量为每小时2000磅。动力传动系统与F9型柴油机车完全相同，机车装用一台16气缸、1750马力的16-567C型二冲程柴油机；传动系统采用直—直流电传动，柴油机直接驱动一台D12D型直流发电机，发出的直流电供给四台D37型直流牵引电动机。